# Aeropuerto de Vladikavkaz-Beslán
El Aeropuerto de Vladikavkaz-Beslán, también conocido como Aeropuerto de Beslán (del ruso: Аэропорт Владикавказ (Беслан)) (IATA: OGZ, ICAO: URMO) es un aeropuerto ubicado 5 km al noreste de la ciudad de Beslán y 20 km al norte de Vladikavkaz, capital de la República de Osetia del Norte - Alania, Rusia. 
La empresa Alania tiene en este aeropuerto su Hub.
El espacio aéreo está controlado desde el FIR de Rostov (ICAO: URRV).

## Pista
Cuenta con una pista de asfalto en dirección 10/28 de 3.000 x 45 m (9.840 x 148 pies). y permite la operación de aeronaves con un peso máximo al despegue de 190 toneladas.